# Медицинский центр Университета Небраски
Медицинский центр Университета Небраски (англ. University of Nebraska Medical Center) (UNMC) — государственный академический центр здравоохранения в Омахе, штат Небраска. Учебные мощности ВУЗа располагаются в мидтауне Омахи. Основанный в 1869 году и зарегистрированный как частный медицинский колледж в 1881 году, UNMC стал частью системы Университета Небраски в 1902 году.
Быстро расширяясь в начале XX века, университет основал больницу, стоматологический колледж, фармацевтический колледж, колледж медсестер и медицинский колледж. Позже к нему добавились колледжи общественного здравоохранения и смежных медицинских профессий. Медицинский центр Университета Небраски является одним из крупнейших работодателей Омахи.
Медицинский центр имел годовой бюджет в размере 841,6 миллиона долларов США в 2020—2021 годах, а его экономический эффект для штата и США, тогда же, оценивался в 4,8 миллиарда долларов США.

## История
Частный медицинский колледж был основан в Омахе законодательным собранием штата в 1869 году и зарегистрирован в 1881 году как Медицинский колледж Омахи (англ. Omaha Medical College). Он стал частью системы Университета Небраски в 1902 году. Университетская больница открылась в 1917 году.
В 1968 году Университет Небраски объединил свои медицинские кафедры, образовав кампус Медицинского центра Университета Небраски. В 1991 году был создан офис трансфера технологий, известный как UNeMed.
В 1997 году больница Медицинского центра Университета Небраски объединилась с близлежащей больницей Бишопа Кларксона (англ. Bishop Clarkson Hospital) (Кларксон Колледж) и стала Медицинским центром Небраски, что позже стало Nebraska Medicine — частной некоммерческой компанией в сфере здравоохранения.

## Колледжи, программы и рейтинги

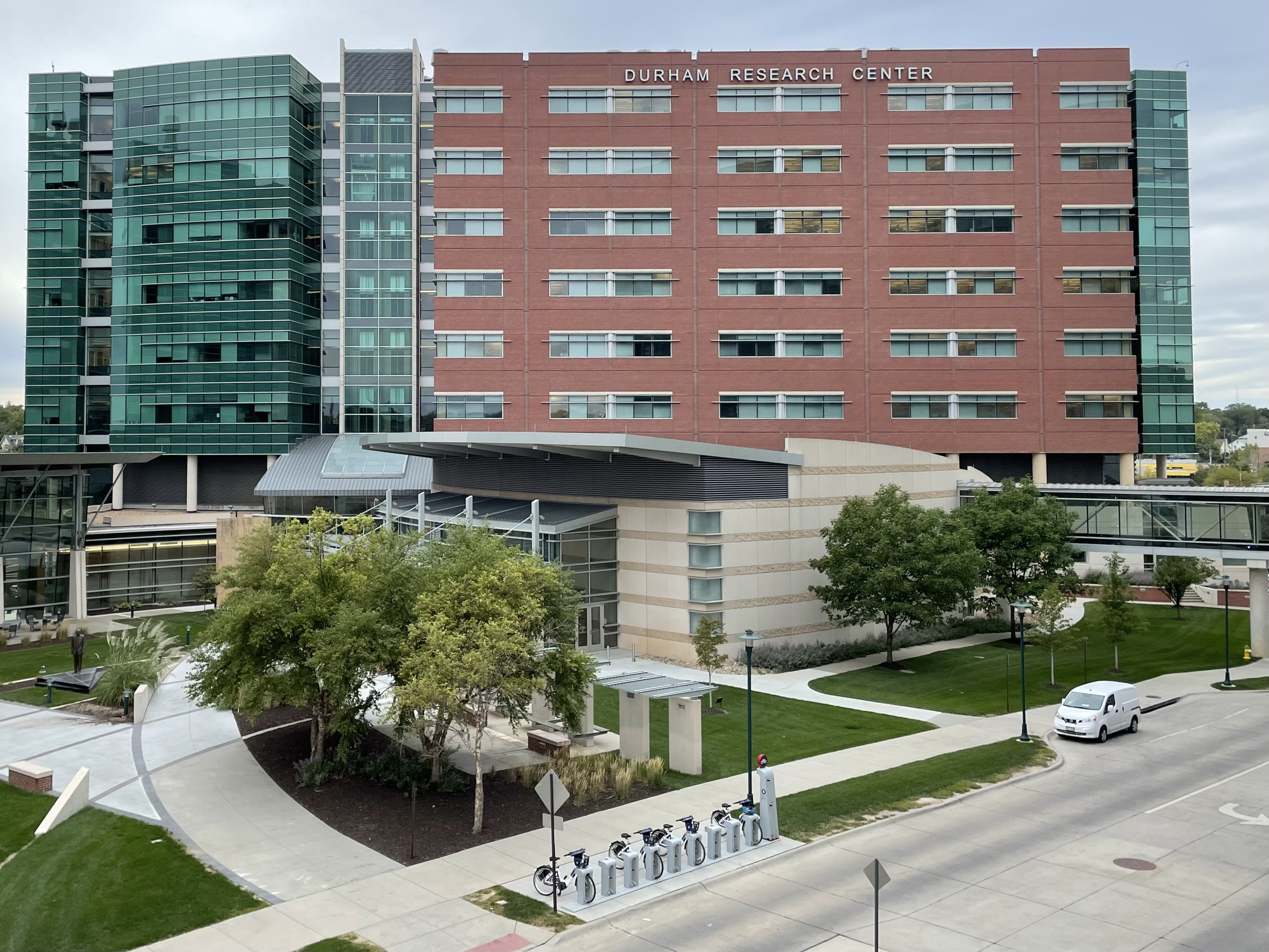
Один из исследовательских центров «Durham Research» Медицинского центра Университета Небраски

В 2022 году программа бакалавриата UNMC по сестринскому делу заняла 15-е место среди 681 программы для медсестёр по версии US News & World Report. Программа первичной медицинской помощи UNMC была ранжирована на 6-м месте среди 191 медицинской школы. Другие программы, также получившие национальный рейтинг, по: здравоохранению в сельской местности (5-е место из 159); медицинским исследованиям (54-е из 191); для фармацевтического колледжа (28-е из 134); программе колледжа медсестер по повышению квалификации (40-е место из 330); колледжу общественного здравоохранения (56-е место из 177), а также программа физиотерапии колледжа смежных медицинских профессий (34-е из 239) и программа ассистентов врача (15-е из 170).
Медицинский центр Университета Небраски был назван Бюро Государственного департамента США по вопросам образования и культуры лучшим учебным учреждением США по стипендиальной программе Фулбрайта на 2019—2020 и 2020—2021 учебные годы.
Медицинский центр Университета Небраски в июне 2017 года получил два современных комплекса зданий для научно-исследовательских центров: «Durham Research» и «Онкологического центра Фреда и Памелы Баффетт». Внешнее финансирование исследований и образования для Медицинского центра Университета Небраски в 2022—2023 финансовом году составило 250,5 миллиона долларов. В 2022—2023 финансовом году федеральные исследовательские гранты составили 173,4 миллиона долларов.
«Онкологический центр Фреда и Памелы Баффетт» стоимостью 370 миллионов долларов, самый крупный проект осуществлённый для Университета Небраски, открылся в 2017 году. «Онкологический центр Баффетов» был построен совместно с основным партнером UNMC по клинической практике для студентов — компанией Nebraska Medicine. Центр включает в себя три комплекса, специализирующихся на изучении рака: «Исследовательский центр Сюзанны и Уолтера Скотта», онкологическую больницу имени Вернера и многопрофильную амбулаторную клинику. Это один из 69 центров, отобранных Национальным институтом изучения рака.
Колледжи и институты Медицинского центра Университета Небраски:
- Медицинский колледж
- Стоматологический колледж[англ.] — расположен в Линкольне, штат Небраска, на территории Восточного кампуса Университета Небраски в Линкольне.
- Колледж медсестер
- Фармацевтический колледж
- Колледж общественного здравоохранения
- Колледж смежных медицинских профессий
- Программа последипломного образования в аспирантуре Университета Небраски
- Институт Эппли по исследованию рака и сопутствующих заболеваний
- Институт изучения нарушений развития Манро-Мейера

## Медицинский центр Небраски
Медицинский центр Небраски служит главным кампусом Nebraska Medicine. Расположенная в мидтауне Омахи, это крупнейшая больница в Небраске на 718 койко-мест по состоянию на 2019 год. Она оказывает неотложную помощь и состоит из нескольких специализированных клиник. Медицинский центр Небраски является основной учебной клиникой академического партнера Nebraska Medicine — Медицинского центра Университета Небраски. Ряд зданий в кампусе Медицинского центра Небраски находится в ведении Медицинского центра Университета Небраски, например, Институт Эппли по исследованию рака и сопутствующих заболеваний. В 2018—2019 годах издание Becker’s Hospital Review включило Медицинский центр Небраски в список «100 лучших больниц Америки» в пятый и шестой раз соответственно.